# Шижин
Шижи́н (каз. Шежін) — село у складі Панфіловського району Жетисуської області Казахстану. Входить до складу Бірліцького сільського округу.
У радянські часи село називалось Чижин.
Населення — 412 осіб (2021; 514 у 2009, 417 у 1999, 217 у 1989).